# Haanrade

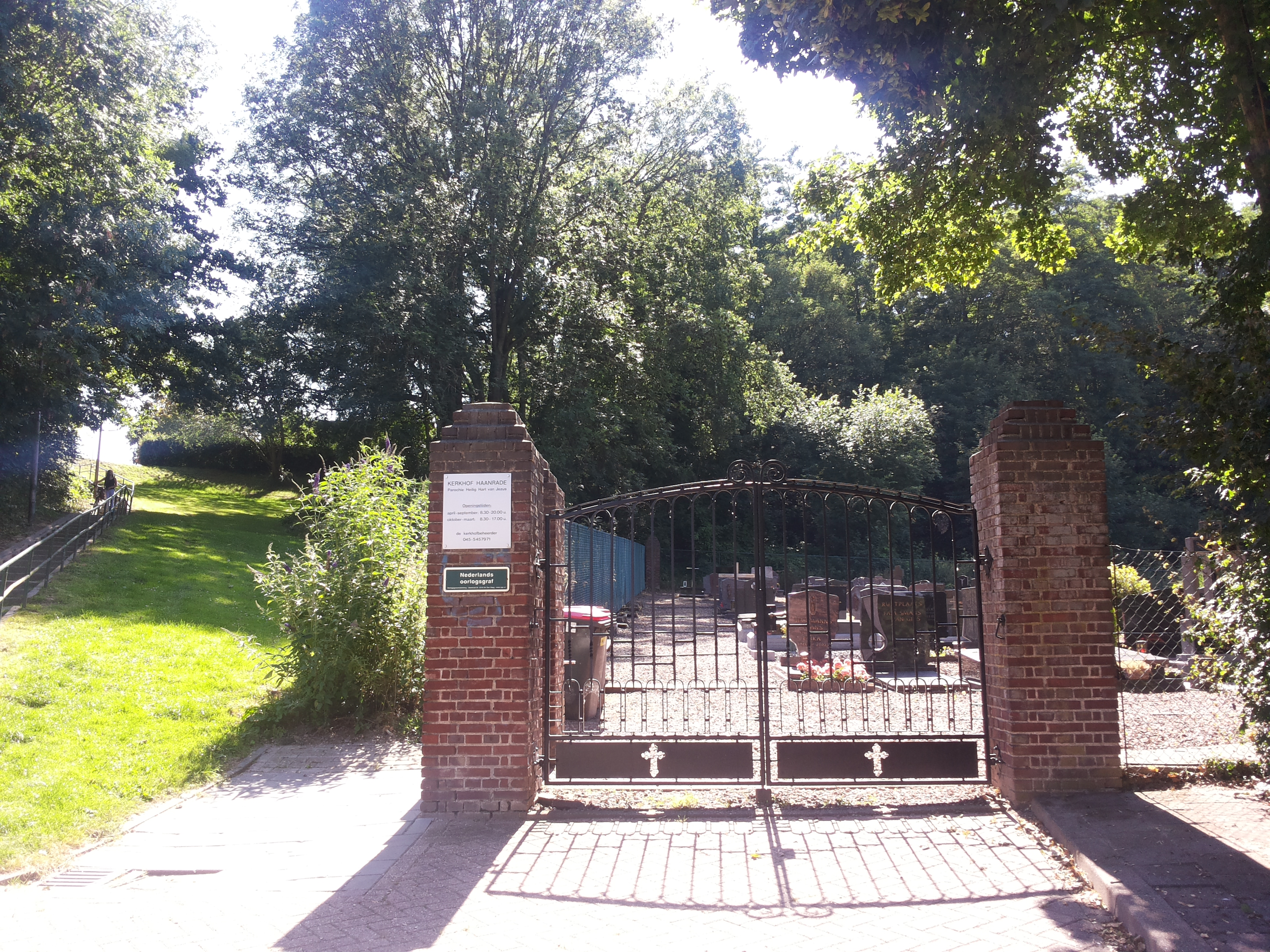
Begraafplaats

Haanrade is een buurtschap die behoort bij Kerkrade en zich ten noorden van deze stad bevindt, nabij de Worm, die hier de grensrivier met Duitsland vormt. Haanrade ligt direct ten noordoosten van de Kerkraadse wijk Chevremont.

## Etymologie
Historische namen van Haanrade zijn Hagenrode (Annales Rodenses), Hagenrothe en Hahnrothe (ca. 1175), Haynraede (1474), Haynraide (1520), Haenrode (ca. 1776), Haenrath (1803-1820) en Hahnrade (1845). Het eerste deel van de naam wijst op hagen, een omheining met struiken; of een laag bos van struikgewas; dan wel een klein bos of park. Het woord Hain ontstond in de 14e eeuw uit het Middelhoogduitse woord hagen voor „gehegter Wald“ (behaagd bos), als een variant van Hag (haag), vergelijk Hainbuche (Haagbeuk), Hagebuche. Het laatste deel van de naam, rade ofwel rode, duidt op rooiing van bos, ontginning.

## Bezienswaardigheden
- Kerk van het Heilig Hart van Jezus, aan de Meuserstraat 151, uit 1931. De kruisvormige kerk is in neoromaanse stijl gebouwd en werd ontworpen door Caspar en Joseph Franssen. Het interieur van de kerk stamt uit dezelfde tijd als die waarin de kerk gebouwd werd en vormt er een eenheid mee. De kerk is geklasseerd als rijksmonument. Nabij de kerk bevinden zich een Heilig Hartbeeld en een Lourdesgrot, beide uit 1935. Op de begraafplaats van Haanrade staat een tweede Heilig Hartbeeld.
- De Mariakapel aan de Lichtenbergstraat.
- Aan de Beukenbosweg bevindt zich de Piëtakapel uit 1919. Deze kapel werd opgericht door de Jongelingenvereniging Sint-Stephanus. In 1970 werd deze vereniging opgeheven, waarna de buurtbewoners het onderhoud van de kapel voortzetten. Door een plexiglas ruit kan men de grote gipsen piëta zien, die zich in het interieur bevindt.
- Een van de oudste harmonieën uit Kerkrade is harmonie St. Gregorius Haanrade, die nog steeds volop aanwezig is in de Kerkraadse muziekcultuur. De harmonie verzorgt traditioneel elk jaar het adventsdoncert in de Heilig Hart van Jezuskerk te Haanrade. De huidige dirigent is André Seerden.
- Aan de Baalsbruggerweg ligt de Baalsbruggermolen, een vroegere watermolen aan de Worm. Sinds 1967 is de molen een rijksmonument.

## Natuur en landschap
Het oostelijk deel van Haanrade ligt in het Wormdal met ten oosten van Haanrade de Worm, die de grens met Duitsland vormt. Ten zuiden bevindt zich het restant van de Steenberg Beerenbosch met steenafval afkomstig van een vroegere steenkoolmijn Domaniale mijn. Hierop aansluitend is het Berenbos, een natuurgebied van 24 hectare met droge hooilanden, loof- en naaldbos. In dit gebied komen kalkminnende planten voor, zoals de driedistel. Ten noorden van Haanrade bevindt zich het natuurgebied Carisborg, eveneens 24 hectare. Dit is de voormalige bruinkoolgroeve Anna die later is aangeplant en nu uit een afwisseling van loofbos en hooilandjes bestaat. Hier is ook een kinderboerderij.
In westelijke richting bevindt zich het grote natuurgebied Anstelvallei met onder meer het Kasteel Erenstein.

## Nabijgelegen kernen
Eygelshoven, Kerkrade, Herzogenrath, Merkstein